# Robert Kovač
Robert Kovač (* 6. dubna 1974) je chorvatský fotbalový trenér a bývalý fotbalový obránce, který během své kariéry nastupoval mimo jiné za Bayer Leverkusen, Bayern Mnichov, Juventus nebo Borussii Dortmund. Kovač reprezentoval chorvatský národní tým na dvou světových a na dvou evropských šampionátech. Jeho předností byla jistota na míči a odebírání míčů.
Jeho starším bratrem je Niko Kovač, který byl rovněž fotbalistou a v současnosti je rovněž trenérem-asistentem po boku svého bratra.

## Klubová kariéra
Mezi roky 1996 až 2001 hrál za německý klub Bayer 04 Leverkusen. Za klub odehrál více než 100 zápasů. V létě 2001 přestoupil do Bayernu Mnichov, kde se setkal se svým bratrem Nikem Kovačem.
Roku 2005 odešel do italského Juventusu Turín, kde působil do roku 2007. Pak působil jeden rok v Borussii Dortmund a na závěr svojí kariéry v chorvatském Dinamu Záhřeb.

## Reprezentační kariéra
Robert Kovač a i Niko Kovač si oba zahráli úvodní utkání na MS 2002 proti Mexiku, které Chorvatsko prohrálo 0–1.
Druhý zápas se Chorvatům podařilo zdolat Itálii 2–1.
Po prohře 0–1 s Ekvádorem ve třetím utkání Chorvaté na turnaji skončili, když obsadili třetí místo. O dva roky později na evropském šampionátu se Chorvaté opět nedostali přes skupinovou fázi.